# Stopcontactlamp

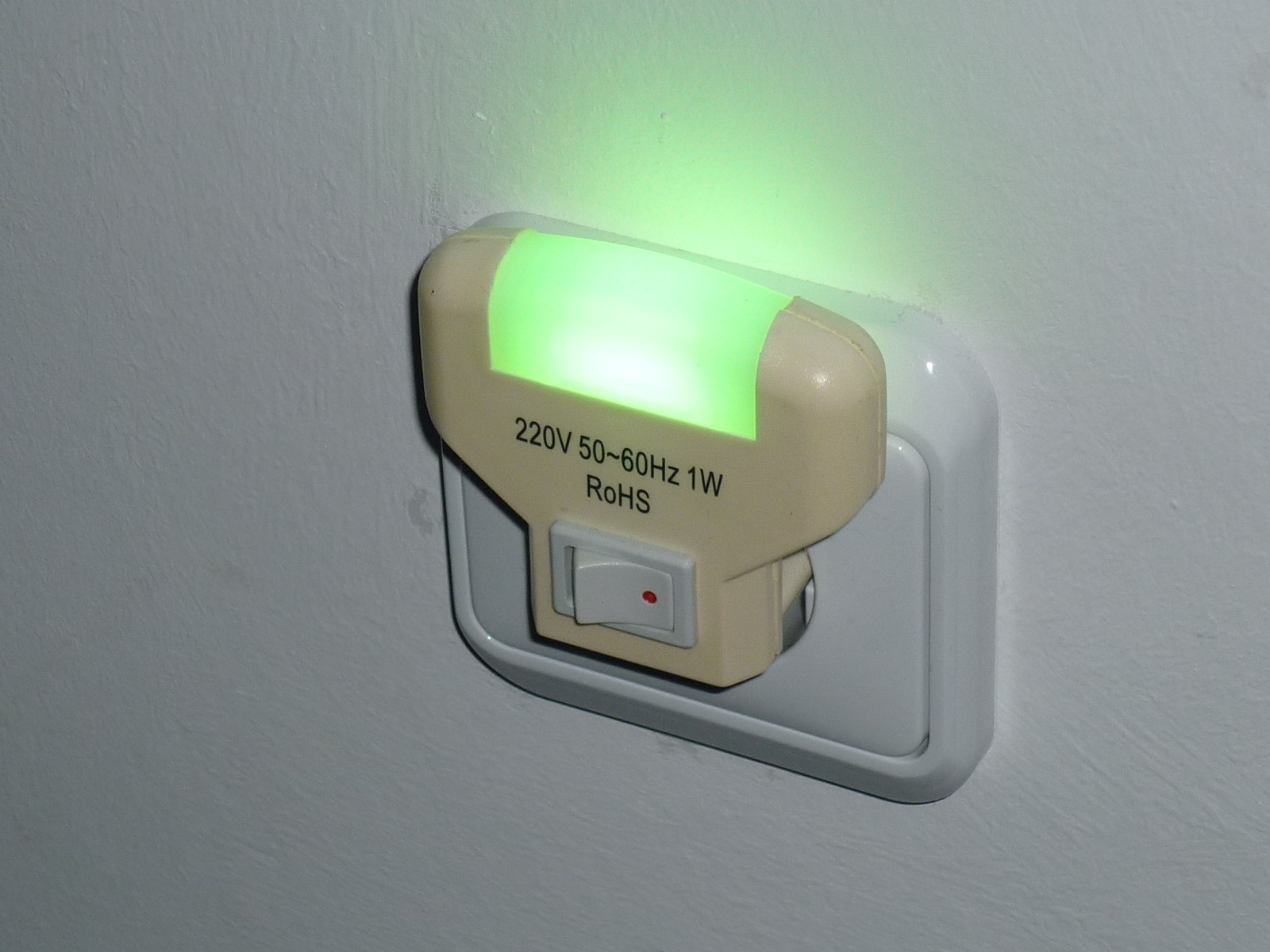
Stekkerlampje met schakelaar

Een stopcontactlamp (ook wel stekkerlamp of stekkerdooslamp) is een snoerloze lamp die rechtstreeks in een stopcontact kan worden geplaatst. Omdat de lamp te gebruiken is op elke plek waar een contactdoos aanwezig is, kan deze vaak snel en eenvoudig worden ingezet op plaatsen waar aanvullende verlichting gewenst is. 
Stopcontactlampen zijn er en veel varianten, zo zijn er eenvoudige lampjes die meestal constant branden en daarbij een zwak zacht licht uitstralen; deze worden daarom doorgaans gebruikt als nachtlampje of als oriëntatielicht. Verder zijn er lampen met een sterkere lichtbron die, als het stopcontact op handige plek geplaatst is, bruikbaar zijn als extra wandlicht. Deze lampen, die vaak bedient worden door middel van een schakelaar, zijn soms draaibaar of beschikken over een buigzame arm, zodat ze gemakkelijk gericht kunnen worden. Verder kunnen stekkerlampen ook voorzien zijn van een dimmer, een bewegingssensor of een schemersensor, ofwel een combinatie hiervan, zodat het licht alleen aangaat als dit gewenst is.